# Namibiana
Genre
Namibiana est un genre de serpents de la famille des Leptotyphlopidae. 

## Répartition
Les espèces de ce genre se rencontrent en Afrique australe.

## Liste des espèces
Selon The Reptile Database (19 déc. 2011) :
- Namibiana gracilior (Boulenger, 1910)
- Namibiana labialis (Sternfeld, 1908)
- Namibiana latifrons (Sternfeld, 1908)
- Namibiana occidentalis (FitzSimons, 1962)
- Namibiana rostrata (Bocage, 1886)

## Publication originale
- Adalsteinsson, Branch, Trape, Vitt & Hedges, 2009 : Molecular phylogeny, classification, and biogeography of snakes of the Family Leptotyphlopidae (Reptilia, Squamata). Zootaxa, no 2244, p. 1–50 (« texte intégral »(Archive.org • Wikiwix • Archive.is • Google • Que faire ?)).